# Збитинка
Зби́тинка (Зби́тенька, Сви́тенька) — річка в Україні, в межах Дубенського Здолбунівського та Острозького районів Рівненської області. Ліва притока Вілії (басейн Дніпра).

## Опис
Довжина 56 км, площа басейну 399 км². Похил річки 1,5 м/км. Долина коритоподібна, у нижній течії завширшки до 3—5 км. Заплава двобічна, завширшки від 30—50 м (у верхів'ї) до 500 м (у пониззі), на окремих ділянках заболочена. Річище звивисте, завширшки 5—8 м, завглибшки 0,5—1 м. Споруджено ставки і невеликі водосховища (зокрема Новомалинське водосховище).

## Розташування
Збитинка бере початок біля північної околиці села Збитина. Тече переважно на схід у межах Мізоцького кряжу та Острозької долини. Впадає до Вілії на схід від села Межиріч (біля південної околиці міста Острога).

## Притоки
Річка має понад 10 приток, основні з яких: Чернявка (права); Бущанка, Піщанка, Безіменна (ліві).

## Про назву річки
Документується ще як «Сбитенка», «Збытник», «Люба». Назва Збитинка кінцевим «ка» символізує місце витікання — село Збитин, котре своєю чергою приховало давньоруське ім'я Збыт, похідне із давніх двочленних наймень типу Збислав (Сбислав), Збыгнев (Сбыгнев), де компонент «Збыт» від дієслова «бути» і втілював поняття «утверджуватися», «множитися». Документоване «Люба» стосується Збитенки десь в околиці Ступна, Малої Мощаниці, Залібівки, й, очевидно, розвинулось з давнішого «Луба» у значенні «лубна» (місце, де вимочували, тобто «лубнували», коноплі, льон, лико), і не без впливу річкових наймень типу Настя, Стася, Устя, котрі, за народною етимологією, прийняли імена осіб.

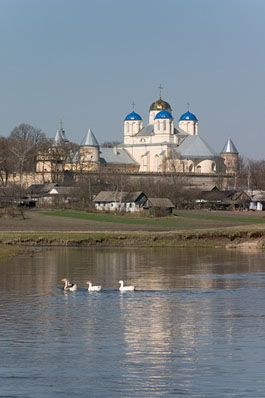
Збитинка у Межирічі

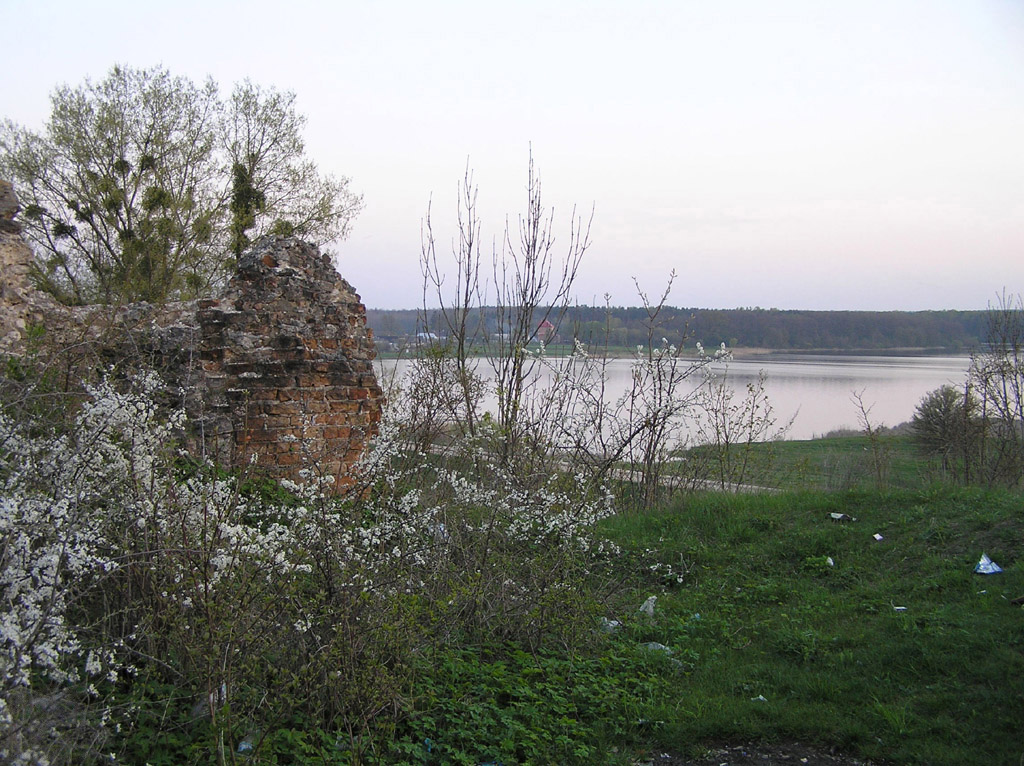
Руїни замку у Новомалині над річкою Збитинкою